# Cheumatopsyche boettgeri
Cheumatopsyche boettgeri är en nattsländeart som beskrevs av Statzner 1975. Cheumatopsyche boettgeri ingår i släktet Cheumatopsyche och familjen ryssjenattsländor. Inga underarter finns listade i Catalogue of Life.